# Мана-мана
«Мана́-мана́» (итал. Mah-Nà Mah-Nà) — песня итальянского композитора Пьеро Умилиани (итал. Piero Umiliani). Была написана для фильма 1968 года «Швеция: ад и рай». Имела некоторый успех после появления, но наибольшую популярность в англоязычных странах получила после исполнения в «Маппет-шоу» в 1969 году. В России известна, в первую очередь, благодаря интермедии театра «Маски».

## Оригинальная версия
Песня «Мана-мана» впервые прозвучала в итальянском мондо-фильме Svezia, inferno e paradiso («Швеция: ад и рай»), снятом в жанре псевдо-документалистики и рассказывающем о сексуальных пристрастиях шведов. Мелодия сопровождала эпизод в сауне и изначально была озаглавлена «Viva la Sauna Svedese» («Ура шведской сауне»). В качестве исполнителей выступила группа Marc 4 (четыре музыканта из оркестра RAI), вокальную партию взял на себя итальянский певец и композитор Алессандро Алессандрони (итал. Alessandro Alessandroni).
Песня также вошла в сопровождавший фильм музыкальный альбом, выпущенный в 1968 году.
В 1968—69 года композиция попала в списки хитов многих стран. В США она достигла 55 места среди синглов в Billboard Hot 100, а также была на 44 месте в чарте Cash Box magazine в октябре 1969 года.
Текст песни составлен из бессмысленных звукосочетаний, напоминающих скэт. Оригинальная версия содержит аллюзии на Шведскую рапсодию № 1 Хуго Альвена, неаполитанскую песню «Санта Лючия», хит Сестёр Эндрюс «Boogie Woogie Bugle Boy», джазовый стандарт «Lullaby of Birdland».

## Другие версии
- В 1969 году Анри Сальвадор записал версию песни с французским текстом, озаглавив её «Mais Non, Mais Non» («Но нет, но нет»).
- Известность песне принесло исполнение на телевидении участниками программы «Маппет-шоу». 30 ноября 1969 года в программе «Шоу Эда Салливана» её спели Мана-мана (англ. Mahna Mahna) и Снауфы (англ. Snowths). В том же году она прозвучала в программе «Улица Сезам» в исполнении персонажа, позднее получившего имя Бип Бипадотта (англ. Bip Bipadotta), и двух безымянных кукол.
- Также в 1969 году появилась версия группы американского саксофониста Дейва Пелла, записанная для музыкального лейбла Liberty Records и активно транслировавшаяся по радио.
- В течение сезона 1969—70 в The Red Skelton Show мелодия использовалась в качестве заставки между шутками.
- В 1973 году «Мана-мана» в переложении для аналогового синтезатора вошла в состав альбома More Hot Butter группы «Hot Butter» (англ. «Hot Butter»), известной благодаря композиции «Воздушная кукуруза». В 2000 году альбом был переиздан на CD.
- В качестве саундтрека звучала в нескольких немых скетчах в «Шоу Бенни Хилла».
- Диско-группа «Lipstique» выпустила в 1978 году версию песни в стиле диско.
- В 1984 году театр «Маски» создал интермедию, в основу которой легла песня «Мана-мана». В ней участвовали два клоуна, Георгий Делиев[2] и Александр Постоленко.
- В 1996 году группа «Skin» записала мелодию в стиле хеви-метал.
- Британская поп-группа «Vanilla» в 1997 году использовала мелодию для своего первого сингла No Way, No Way, с которым заняла 14 место в чарте Великобритании. Позднее композиция неоднократно включалась в различные сборники[3].
- Группа «Cake» создала вариант песни с использованием рожков и других инструментов и звуков. В таком виде она была предназначена для детей и попала в альбом For the Kids, выпущенный в 2002 году, а также в сборник B-Sides and Rarities, выпущенный в 2007 году.
- К чемпионату по американскому футболу 2006 году для «Питтсбург Стилерз» была записана версия песни, в которой слова «мана-мана» заменили на «поламалу́» (англ. Polamalu), по фамилии игрока команды Троя Поламалу (англ. Troy Polamalu).
- В 2011 году шведский режиссёр Гуннар Ярвстад снял короткометражку «Мелодия для двоих», больше известная как «Мана Мана (Киллер)».